# Arielle Brachfeld
Arielle „Ari“ Sarah Brachfeld (* 22. September 1987 in Colorado) ist eine US-amerikanische Schauspielerin, Filmproduzentin und Drehbuchautorin.

## Leben
Brachfeld wurde am 22. September 1987 in Colorado geboren. Sie besuchte von 2007 bis 2010 die University of Colorado Denver. Bereits einige Jahre zuvor wirkte sie in Kurzfilmen mit. Es folgten Rollen in den Fernsehserien Notruf 911 – Lebensretter am Telefon und 1000 Wege, ins Gras zu beißen. Seit dem 18. Mai 2012 ist sie mit dem US-amerikanischen Filmemacher Hank Braxtan verheiratet. Seit August 2018 arbeitet sie als Produzentin bei der Freelance Film Production.
Es folgten ab den 2010er Jahren weitere Besetzungen in Kurz- und Spielfilmen. Auch als Produzentin und Drehbuchautorin trat sie in Erscheinung. So wirkte sie 2020 in Dragon Soldiers als Schauspielerin, Produzentin und Drehbuchautorin mit.

## Filmografie (Auswahl)

### Schauspiel
- 2005: Indie Film Adventures (Kurzfilm)
- 2006: The Denver Ninja Posse (Kurzfilm)
- 2007: Return of the Ghostbusters
- 2008: Notruf 911 – Lebensretter am Telefon (Call 911, Fernsehserie)
- 2009: 1000 Wege, ins Gras zu beißen (1000 Ways to Die, Fernsehdokuserie, Episode 1x06)
- 2009: Birthday (Short)
- 2009: The House That Jack Built
- 2009: Project Ius: The Mystery of Iniquity (Kurzfilm)
- 2010: Evil Deeds 2
- 2010: Candy for Kali (Kurzfilm)
- 2011: American Nudist
- 2011: My Roommate the (Fernsehserie, 2 Episoden, verschiedene Rollen)
- 2011: Blood Effects
- 2012: Love, Gloria
- 2012: The Haunting of Whaley House
- 2012: Wedding Band (Fernsehserie)
- 2012: Love: As You Like It
- 2012–2014: The Bold Guy (Fernsehserie, 2 Episoden, verschiedene Rollen)
- 2013: Beyond Sunset and Sunrise (Kurzfilm)
- 2013: Axeman at Cutter's Creek
- 2013: Blue Dream
- 2013: Woodland Heights (Kurzfilm)
- 2013: InSpectres
- 2013: The Sunday Night Slaughter (Fernsehserie, Episode 1x01)
- 2013: Manicured (Kurzfilm)
- 2013: Student Loans (Fernsehserie, 2 Episoden)
- 2013: Spark (Kurzfilm)
- 2014: Hustle (Fernsehserie, 7 Episoden)
- 2014: Chemical Peel
- 2014: Knock (Kurzfilm)
- 2014: Classic Alice (Fernsehserie, 2 Episoden, verschiedene Rollen)
- 2014: Watch Me Die
- 2014: Tattoo Nightmares (Fernsehserie)
- 2015: Bad Threesome (Kurzfilm)
- 2015: The Sunday Night Slaughter (Kurzfilm)
- 2015: Head (Kurzfilm)
- 2015: Reunion
- 2015: Less Than a Whisper
- 2016: Live-In Fear
- 2016: Valentine's Die (Kurzfilm)
- 2016: My Sister (Kurzfilm)
- 2017: The Spiral (Kurzfilm)
- 2017: Adam K
- 2017: Axeman 2: Overkill
- 2018: Los Angeles Overnight
- 2018: Snake Outta Compton
- 2019: The Letter Red
- 2019: Edward (Kurzfilm)
- 2020: Dragon Soldiers
- 2020: Battle Scars
- 2020: Happy Horror Days

### Produktion
- 2016: Spotlight Arts (Fernsehdokuserie)
- 2016: Pilot Season (Fernsehserie)
- 2017: Against the Night
- 2018: Los Angeles Overnight
- 2018: Snake Outta Compton
- 2018: Movies and Machines (Fernsehserie, 3 Episoden)
- 2018: Truth
- 2018: Jurassic Expedition
- 2018–2019: Collection Complete (Fernsehserie, 9 Episoden)
- 2019: The Letter Red
- 2019: At the End of the World (Kurzfilm)
- 2019: Chronic Horror (Miniserie)
- 2019: From Bottom to Top (Fernsehdokuserie, 8 Episoden)
- 2020: Haus of Horror (Miniserie)
- 2020: Dragon Soldiers
- 2020: The Horror Crowd (Dokumentation)
- 2020: 32 Weeks
- 2021: The Monster (Kurzfilm)
- 2021: Jurassic Hunt

### Drehbuch
- 2014: Chemical Peel
- 2016: Spotlight Arts (Fernsehdokuserie)
- 2019: The Letter Red
- 2020: Dragon Soldiers
- 2021: The Monster (Kurzfilm)